# Rushmore (film)
Rushmore – amerykański film tragikomiczny z 1998 roku wyreżyserowany przez Wesa Andersona.

## Obsada
- Jason Schwartzman – Max Fischer
- Bill Murray – Herman Blume
- Olivia Williams – Rosemary Cross
- Seymour Cassel – Bert Fischer
- Brian Cox – dr Nelson Guggenheim
- Mason Gamble – Dirk Calloway
- Sara Tanaka – Margaret Yang
- Stephen McCole – Magnus Buchan
- Connie Nielsen – pani Calloway
- Luke Wilson – dr Peter Flynn
- Dipak Pallana – pan Adams
- Andrew Wilson – Trener Beck
- Marietta Marich – pani Guggenheim
- Ronnie McCawley – Ronny Blume
- Keith McCawley – Donny Blume
- Hae Joon Lee – Alex
- Adebayo Asabi – pan Obiomiwe
- Al Fielder – Ernie

## Nagrody i nominacje
Złote Globy 1998
- Najlepszy aktor drugoplanowy – Bill Murray (nominacja)

Nagroda Satelita 1998
- Najlepszy aktor drugoplanowy w komedii lub musicalu – Bill Murray (wygrana)